# Guillaume VIII d'Auvergne (1100-1182)
 (mai 2025).
Si vous disposez d'ouvrages ou d'articles de référence ou si vous connaissez des sites web de qualité traitant du thème abordé ici, merci de compléter l'article en donnant les références utiles à sa vérifiabilité et en les liant à la section « Notes et références ».
Pour les articles homonymes, voir Guillaume VIII.
Guillaume VIII d'Auvergne, dit le Vieux ou  l'Ancien, né vers 1100 et mort en 1182, est le fils de Guillaume VI d'Auvergne, comte d'Auvergne et le frère cadet de Robert III d'Auvergne, comte d'Auvergne; et de Emma de Hauteville.
En 1155 il parvient à spolier son neveu Guillaume VII, fils de Robert III, d'une partie du comté d'Auvergne. Les descendants de ce dernier, privés du titre de comte, créeront le dauphiné d'Auvergne et porteront aussi le titre de Comtes de Clermont.
Il épouse Anne de Nevers, fille de Guillaume II, comte de Nevers. De cette union, naissent Robert IV d'Auvergne qui épouse Mathilde de Bourgogne, fille de Eudes II, duc de Bourgogne ; et peut-être : Agnès, mariée à Hugues II, comte de Rodez ; et Judith, épouse de Béraud de Mercœur.
Le règne de Guillaume VIII dure de 1155 à 1182, à sa mort. Son fils Robert IV prend sa succession.